# Klaus-Detlev Holzborn
Klaus-Detlev Holzborn, auch Klaus-D. Holzborn, ist ein deutscher Autor und Eisenbahnfotograf.

## Leben
Holzborn gründete bereits als Kind den „Pfiff-Klub Gambrinus“ für junge Eisenbahnfreunde und begann frühzeitig mit dem Fotografieren von Dampflokomotiven.
Beruflich ist Holzborn als Journalist für verschiedene Eisenbahnzeitschriften tätig. Von 1977 bis 1981 war er Herausgeber und Chefredakteur der Eisenbahn-Revue, die im Verlag für Technik und Handwerk, Baden-Baden, erschien. 1982 verlegte er im eigenen Verlag das Magazin Modellbahnen. Des Weiteren arbeitet er seit vielen Jahren als Autor und Fotograf für die Zeitschriften Eisenbahn Magazin, Märklin Magazin, Eisenbahn-Kurier und Eisenbahn Journal.
Holzborn, der heute in Braunlage lebt, verfasste mehrere Eisenbahnbücher. Für seine Publikationen nutzt er überwiegend eigene Fotos.

## Werke (Auswahl)
- Dampflokomotiven. Band 1: Normalspur. Baureihen 01 bis 96. Band 2: Zahnrad, Lokalbahn, Schmalspur. Albis-Verlag, Düsseldorf 1968 (Band 2 gemeinsam mit Klaus Kieper).
- Lok-Schilder-Report. 2. Auflage, Mayer-Verlag, München 1979.
- Eisenbahn-Reviere: Pfalz. Transpress-Verlag, Stuttgart 1993, ISBN 3-344-70790-6.
- Kleine Typenkunde deutscher Triebfahrzeuge. Betriebsfähige Lokomotiven und Triebwagen der Deutschen Bahn. Transpress-Verlag, Stuttgart 1995, ISBN 3-344-71005-2 (gemeinsam mit Ingeborg Holzborn).
- Bahn-Betriebswerke in Deutschland. 2. Auflage, Transpress-Verlag, Berlin 1995, ISBN 3-344-70822-8.